# Ermita Mausoleo de Llanes

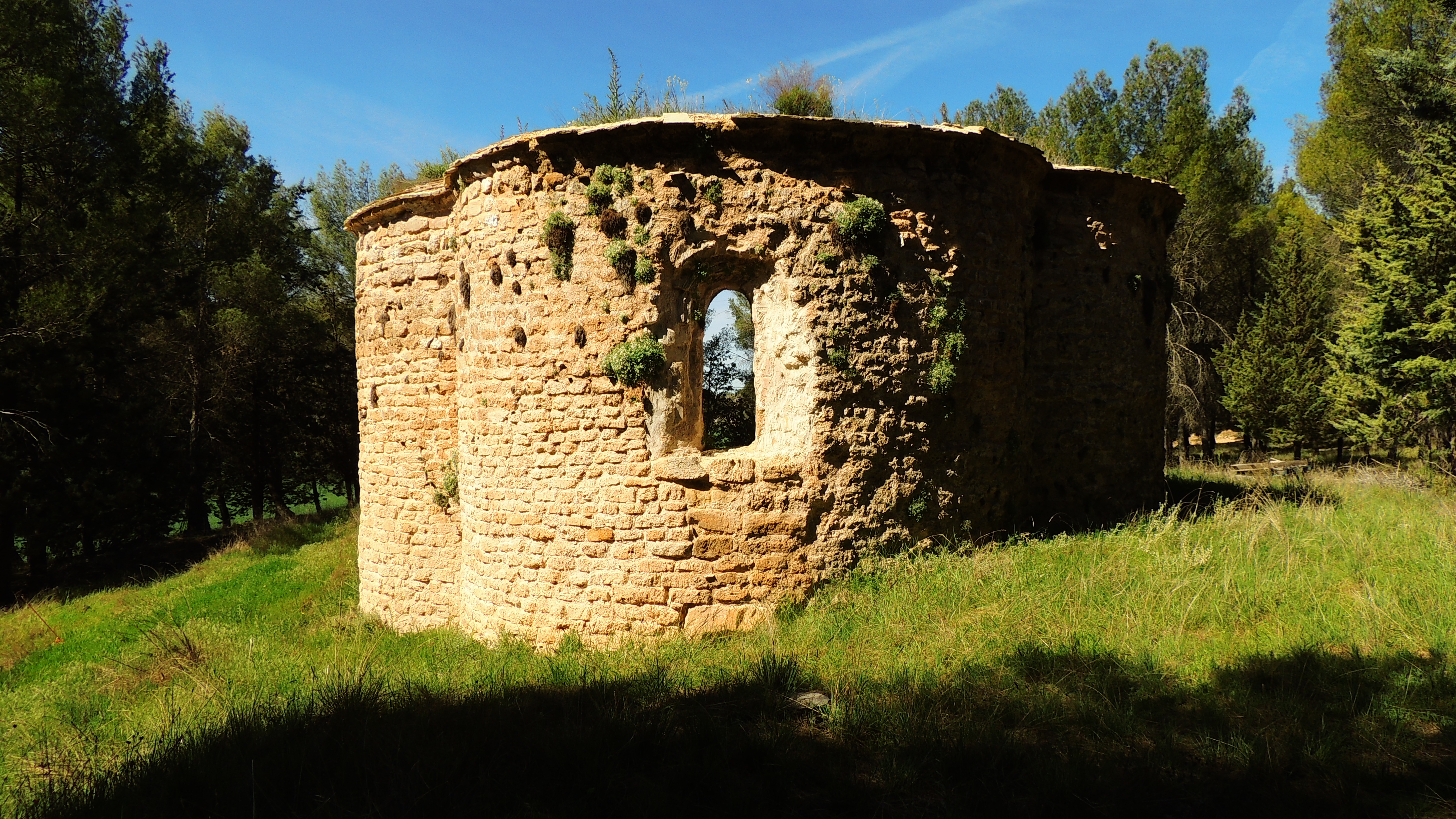
Ermita Mausoleo de Llanes

La Ermita Mausoleo de Llanes en el municipio de Albendea (provincia de Cuenca, España) fue un mausoleo romano de mediados o finales del siglo IV que con posterioridad adquiere distintos usos: cabecera de la ermita construida posteriormente, hábitat ocasional de transeúntes, pesebre y, en último lugar, refugio de pastores.
El edificio conserva un ábside y restos de un muro, construidos en cal y canto, donde aparecen algunos sillares y una bóveda de ladrillo. Carece actualmente de tejas o cubrición, quedando visible el material de relleno usado en las bóvedas.
Se conserva en pie lo que fue la cabecera de este edificio, compuesto en planta por tres ábsides semicirculares en torno a un espacio central de planta cuadrada. El cuarto lado se ocupaba por la nave, de la que hoy día sólo quedan ligeras referencias en planta. Debajo de esta estructura se encuentra una cripta, la única detectada en este ámbito geográfico.
El material de construcción utilizado y más dominante es el ladrillo al interior, y al exterior es la piedra de toba. Cada uno de los ábsides, al interior, se cubre con una bóveda de cañón ligeramente apuntada; mientras que el tramo central se cubre con bóveda de aristas, que descansan en conos truncados a modo de ménsulas. El paso de cada uno de los ábsides al tramo central se realiza mediante un arco de ladrillo ligeramente apuntado.
Llama la atención la existencia del arranque de un cuerpo semicircular que parte del ábside situado al sur. No tiene una explicación ni estructural ni funcional clara, aunque podría haber sido la parte inferior de una antigua torre. 
La cripta bajo la estructura de la cabecera presenta planta de cruz griega, cubriéndose los brazos mediante bóvedas de cañón de ladrillo revocado.

## Fuente
- Este artículo incluye contenido derivado de una disposición relativa al proceso de protección, incoación o declaración de un bien cultural o natural publicada en el BOE n.º 78 el 31 de marzo de 2004 (texto), el cual está libre de restricciones conocidas en virtud del derecho de autor de conformidad con lo dispuesto en el artículo 13 de la Ley de Propiedad Intelectual española.

- Datos: Q5835894
- Multimedia: Ermita Mausoleo de Llanes / Q5835894